# The American Naturalist
The American Naturalist (abreviado Amer. Naturalist) es una  revista científica publicada mensualmente, revisada por pares, que se fundó en 1867. Es publicado por la University of Chicago Press en nombre de la Sociedad Americana de Naturalistas. La revista incluye la investigación en ecología, biología evolutiva, la población, y la integración de la biología. A partir de 2009, el redactor jefe es Mark McPeek. De acuerdo con el Journal Citation Reports , la revista tiene un 2010 factor de impacto de 4,736, ocupando el número 17 entre las 130 revistas en la categoría "Ecología" y el 10 de un total de 45 revistas en la categoría de "Biología Evolutiva".